# Microtus breweri
Microtus breweri es una especie de roedor de la familia Cricetidae.

## Distribución geográfica
Únicamente se encuentra en los Estados Unidos.